# Valter Jung
Valter Gabriel Jung (né le 27 novembre 1879 à Vaasa – mort le 9 février 1946 à Helsinki) est un architecte finlandais.

## Biographie
En 1902 Valter Jung obtient son diplôme d'architecte de l'Institut polytechnique.
Puis il travaille comme assistant de Lars Sonck.
En 1905, Valter Jung fonde un cabinet avec Emil Fabritius.
En 1915, Valter Jung a son propre cabinet.
En 1925, son frère Bertel Jung revient de Turku à Helsinki et ils fondent un cabinet commun.

## Ouvrages

### Cabinet Jung & Fabritius (1905-)
- 1905, École Semigradsky, Oikokatu 7, Helsinki
- années 1910 Bronda, Eteläesplanadi 20, Helsinki[2]
- 1910–1914, Centrale hydroélectrique de Makkarakoski (fi), Noormarkku, Pori
- 1911, Kino-Palatsi (fi), Pohjoisesplanadi 39, Helsinki [3]
- 1913, Usine de tabac Fennia, Ruoholahdenkatu 23, Helsinki
- 1913, Immeuble, Malminkatu 24, Helsinki

### Cabinet Valter Jung (1915-)
- 1915, Maison paroissiale, Croisement d'Annankatu et de Bulevardi, Helsinki
- 1915, Högre Svenska Handelsläroverket, Merimiehenkatu 11, Helsinki (avec Waldemar Aspelin)
- 1919, Merikortteli, Merimiehenkatu 36–40, Helsinki
- 1921, Ambassade de Lettonie, Armfeltintie 10, Helsinki
- 1923, Bâtiment de l’hôpital régional, Sairaalasaari, Oulu

### Cabinet Jung & Jung (1925–)
- 1928, Palais Rettig, Itäinen Rantakatu 4-6, Turku
- 1929, Hôpital privé, Saaristonkatu 23, Oulu
- 1931, Hôtel Torni, Yrjönkatu 26, Helsinki
- 1931, église de Kulosaari
- 1934, Siège de G. A. Serlachius Oy:n, Rue Erik Serlachiuksen katu 2, Mänttä
- 1937, Immeuble Ahlström, Eteläesplanadi 14, Helsinki
- 1939, Ancien siège de Nokia, Mikonkatu 15, Helsinki
- 1940, Immeuble de Suomen Kumitehdas (fi), Helsinki

## Plans d'aménagement urbain
- 1914, Plan d'aménagement de Tuira, Oulu[4],
- 1915, Plan d'aménagement de Munkkiniemi–Haaga avec Eliel Saarinen,
- 1918, Plan d'aménagement Pro Helsingfors avec Eliel Saarinen et Einar Sjöström, Helsinki,
- 1921, Plan d'aménagement de Iso-Heikkilä et du port, Turku,

## Galerie

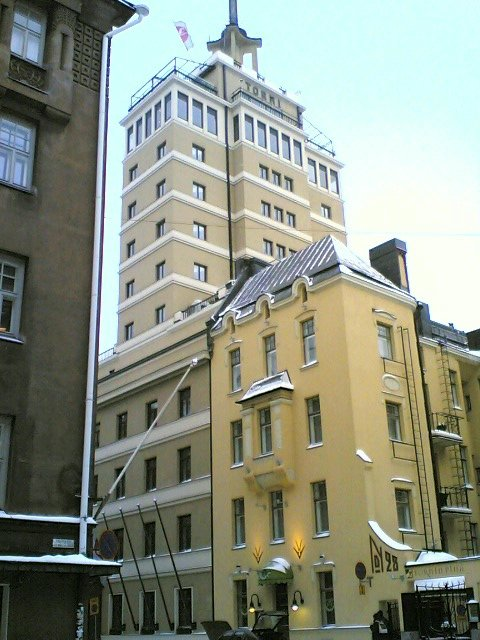
Hôtel Torni
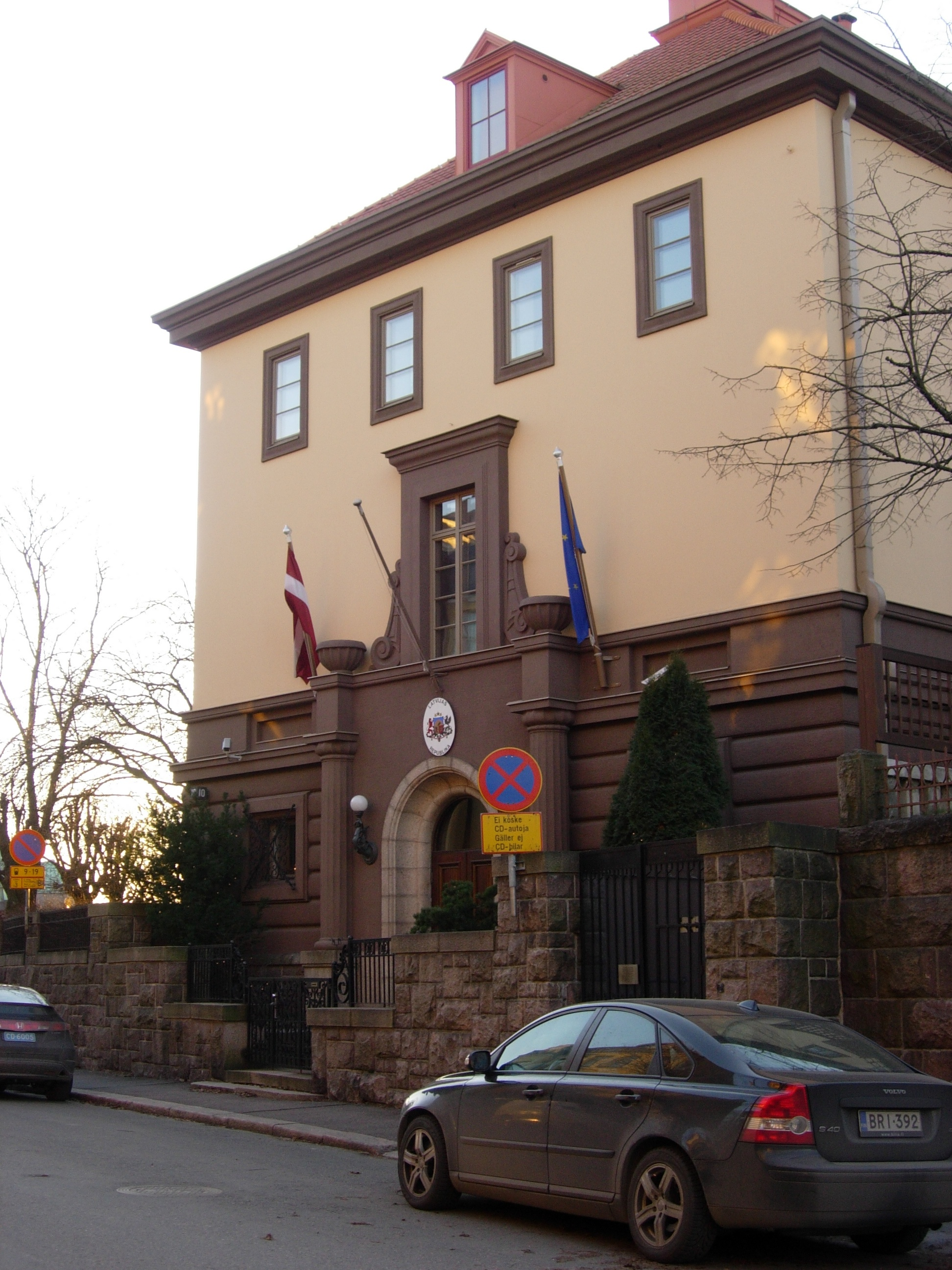
Ambassade de Lettonie
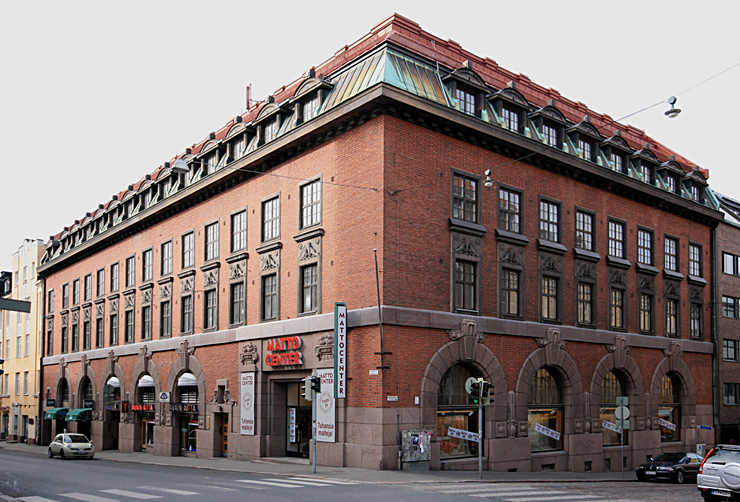
Fredrikinkatu 34 / Kalevankatu 24,

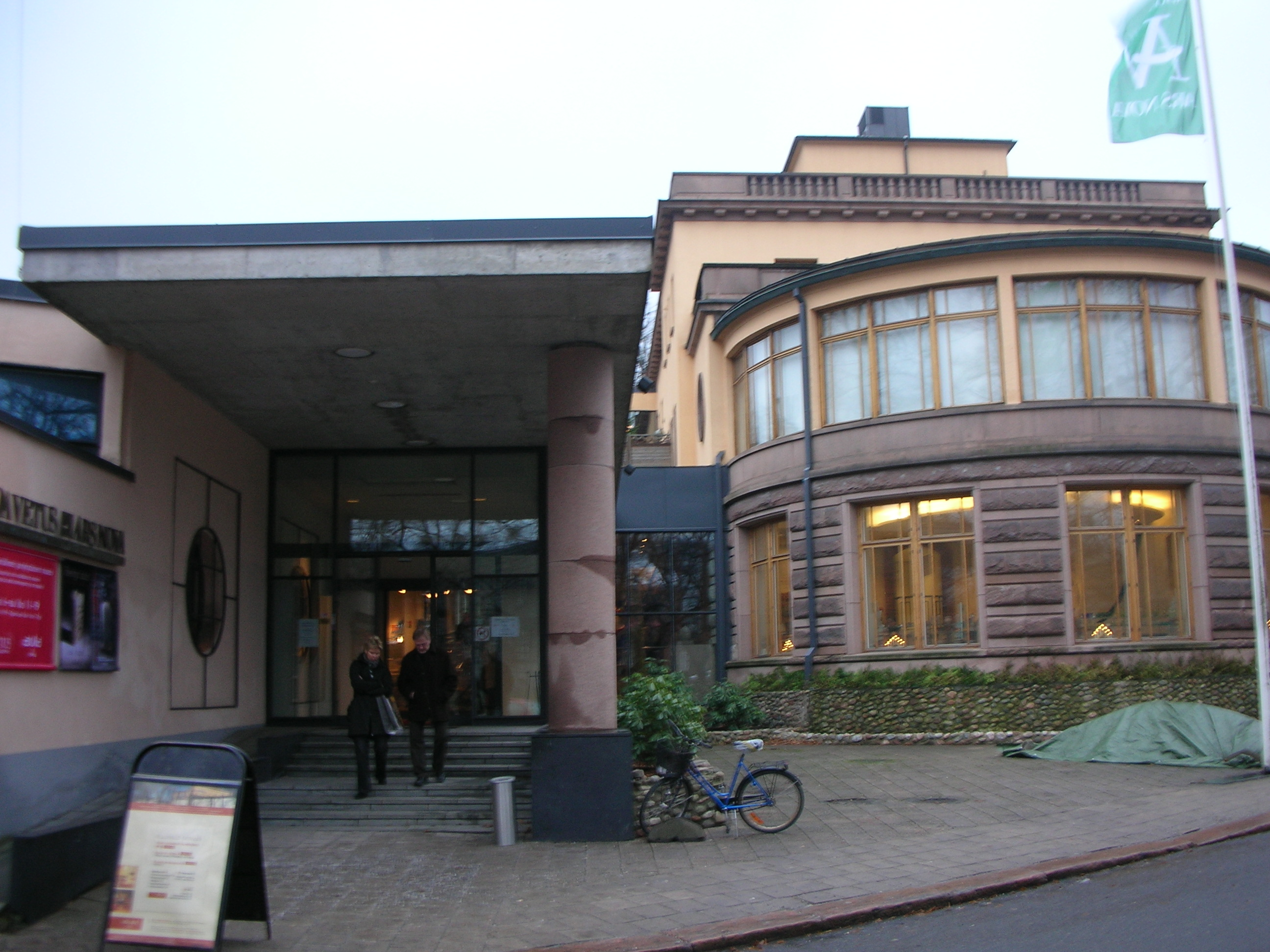
Palais Rettig, Turku
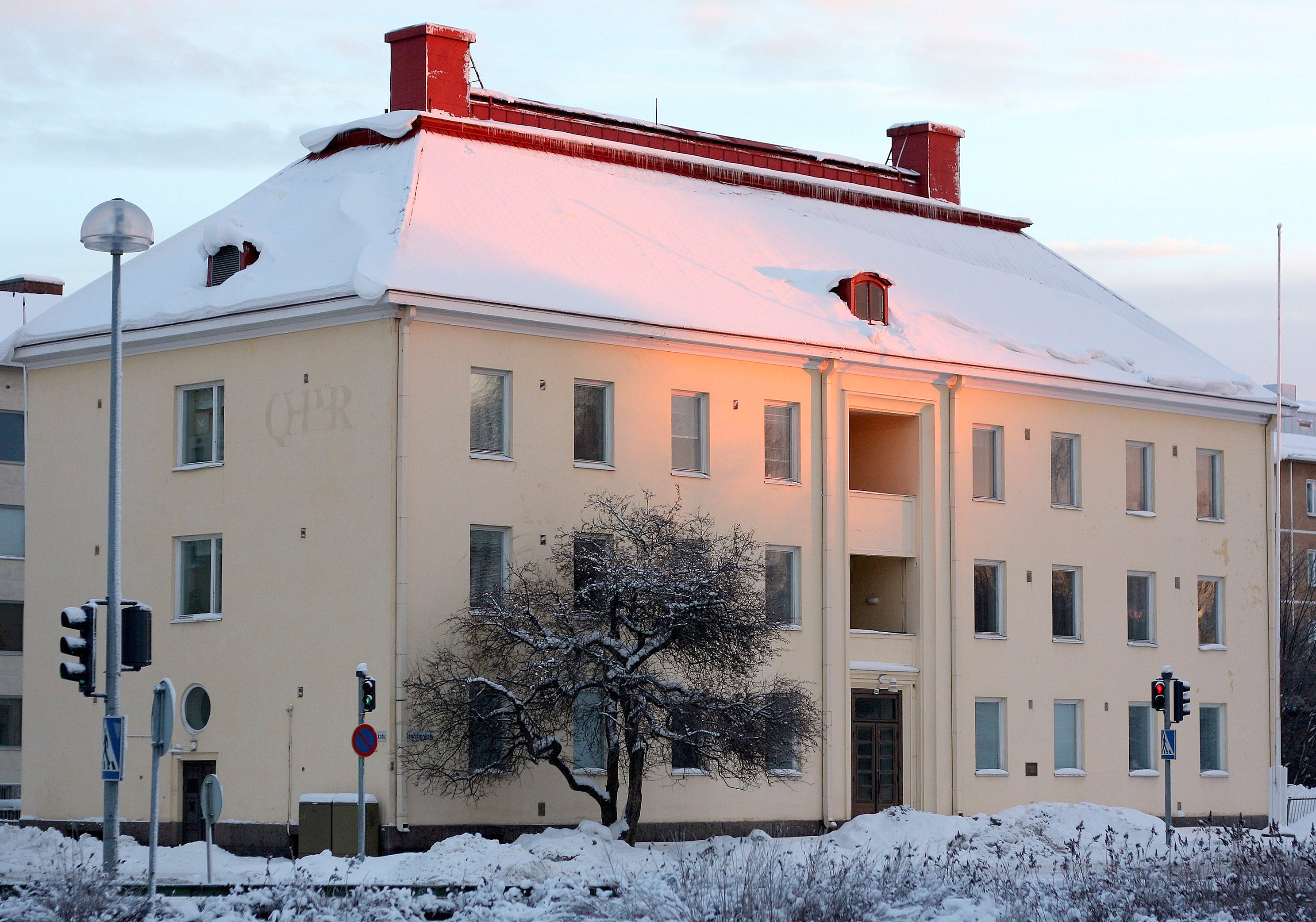
Makelininkatu 43, Oulu
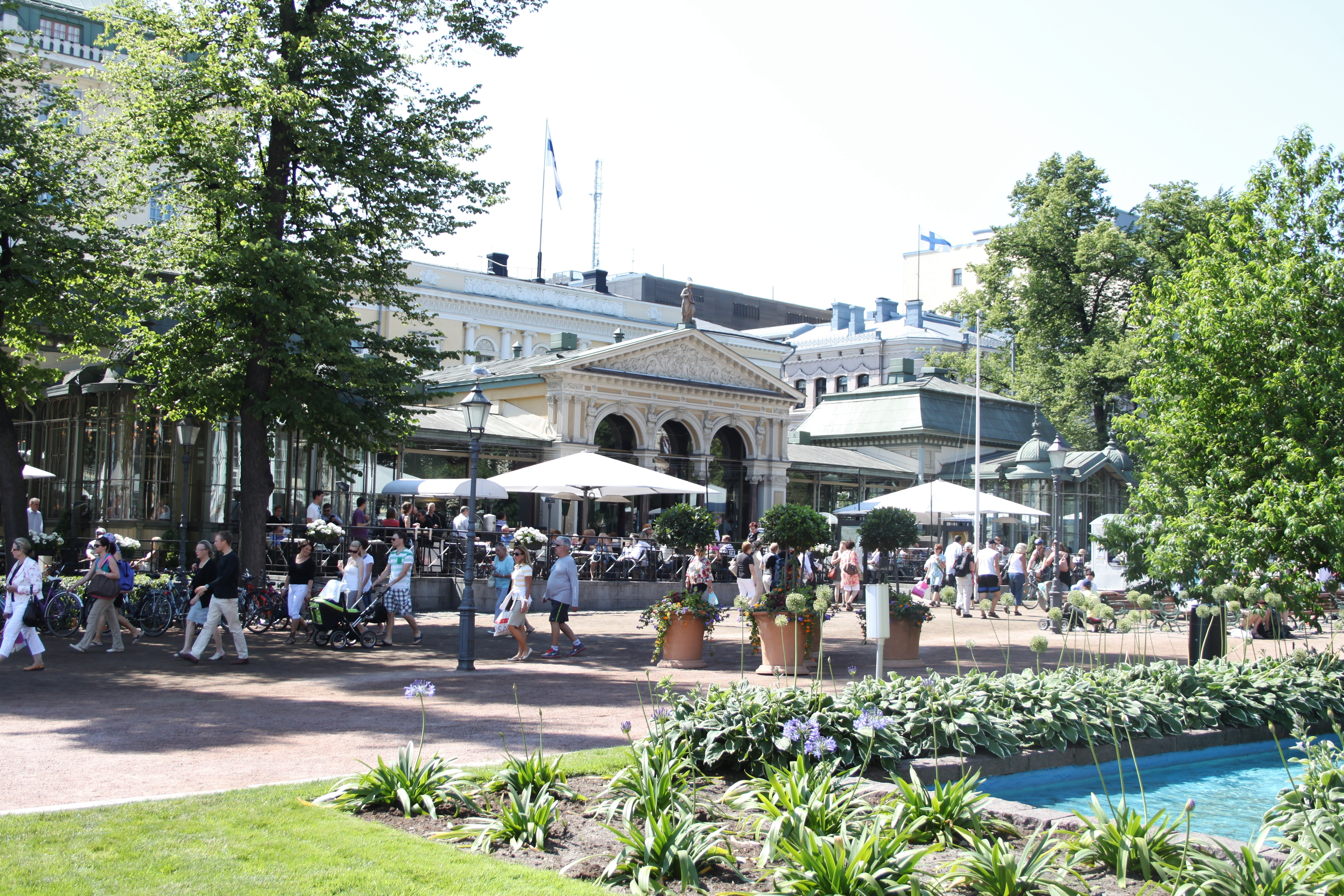
Chapelle de l'esplanade